# Common law
Ne doit pas être confondu avec ius commune.
Pour les articles homonymes, voir The Common Law.

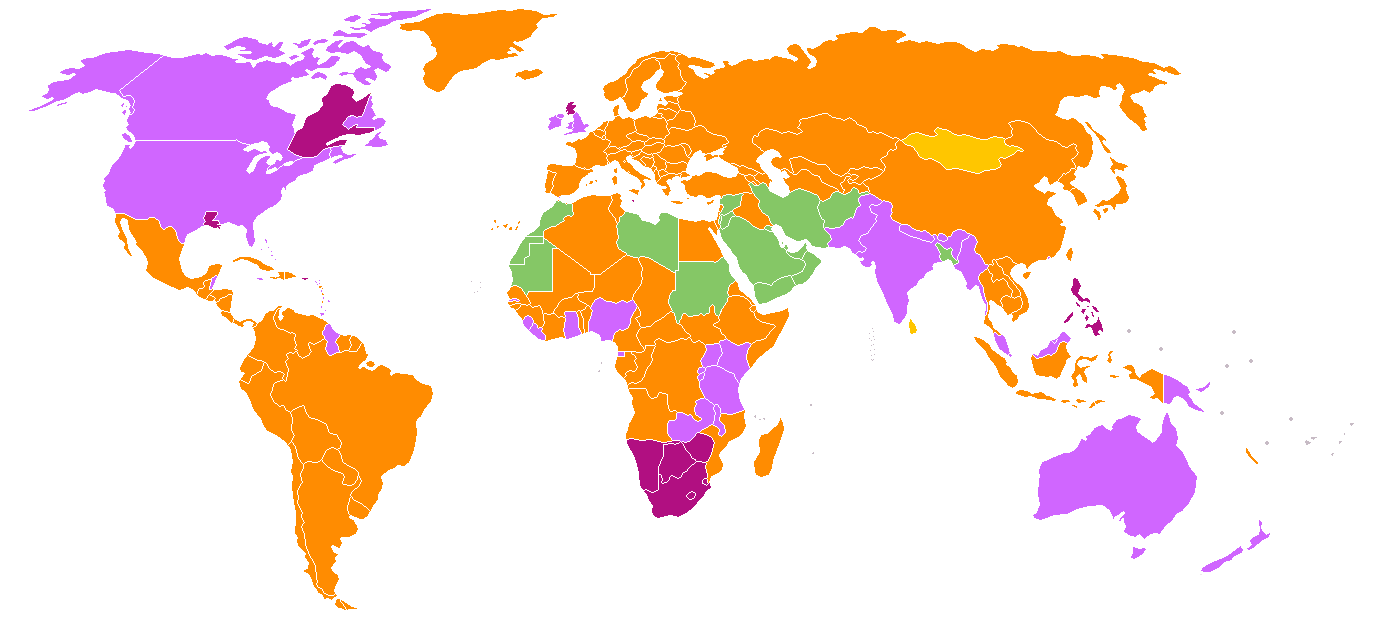
Les systèmes juridiques dans le monde.
Common law
Droit romano-civiliste
Droit coutumier
Droit musulman
Bijuridisme (droit civiliste et common law)

La common law est un système juridique dont les règles sont principalement édictées par les tribunaux au fur et à mesure des décisions individuelles. La jurisprudence est ainsi la principale source du droit et la règle du précédent oblige les juges à suivre les décisions prises antérieurement par les tribunaux. Les systèmes de common law laissent toutefois place à de nombreuses lois.
Historiquement, la common law est un système issu du droit anglais. Il a ainsi été implanté dans de nombreuses anciennes colonies britanniques où il a perduré, notamment en Irlande, en Inde, à Hong Kong, au Canada (sauf au Québec, qui utilise un droit mixte), aux États-Unis (sauf en Louisiane, en Californie et à Porto Rico, où des systèmes mixtes sont utilisés) et d'une façon générale dans les pays du Commonwealth.
La common law s'oppose à la tradition civiliste (civil law), où la principale source du droit se trouve dans les codes juridiques.

## Vocabulaire
L'expression « common law » vient du moyen anglais commune laue (laue étant issu du vieux norrois lagu « droit »), correspondant à l'anglo-normand commune ley. L'expression est difficilement traduisible en français, bien que l'origine de ce mot provienne d'une expression franco-normande commune ley signifiant « loi commune ».
La traduction littérale « droit commun » laisserait entendre qu'il existe un droit spécifique, alors que la common law désigne l'ensemble du système juridique. « Droit coutumier » sous-entendrait qu'il s'agit seulement d'un droit verbal, issu de la tradition, alors que la common law se base sur les jurisprudences écrites et les lois écrites. Enfin, « droit jurisprudentiel » serait insuffisant puisque la common law s'appuie aussi sur les lois votées par les parlements.
Ainsi, l'expression common law est généralement utilisée telle quelle en français.

## Historique
L'histoire du droit anglais postérieur au droit anglo-saxon commence lorsque Guillaume le Conquérant est couronné roi d'Angleterre au XIe siècle. Dès lors, les nouveaux rois d'Angleterre vont confier à des juges itinérants la mission de transcrire certains édits. Ces juges itinérants vont élaborer petit à petit une jurisprudence commune uniforme sur l'ensemble de l'Angleterre ; c'est de là que vient le système de la common law.
À partir du XIVe siècle, au cours duquel l'anglais remplace le Law French en tant que langue officielle des tribunaux via l'Acte des tribunaux anglais de 1362, la common law devient trop stricte et trop rigide ; de plus, elle n'apporte pas de solution à certains litiges. Les juges itinérants ont alors commencé à saisir le roi par l'intermédiaire de son chancelier pour lui demander de statuer en equity. Le chancelier, qui était la plupart du temps un ecclésiastique, va à cette occasion élaborer des règles nouvelles inspirées du droit canonique, qui seront plus modernes et plus en rapport avec les problèmes rencontrés que celles de la common law. Les « cours d'équité », inspirées par le droit romano-canonique, et dont la Court of Chancery constitue l'instance supérieure, vont ainsi se juxtaposer aux cours de common law. Ces deux systèmes vont se rapprocher par la suite.
La common law est enseignée dès 1755 à l'Université d'Oxford par William Blackstone.

## Common lawetequity
Si la distinction entre les cours de common law et les cours appliquant les règles de l'equity (« équité ») a été abolie par les Judicature Acts de 1873 et 1875, les deux notions demeurent à la base du droit anglais.
La common law a été élaborée du XIe au XVe siècle. Ce droit « commun » à l'Angleterre a progressivement supplanté les coutumes locales grâce à l'action des cours royales (Curia regis). Droit créé par les juges et non par la loi, la common law donne la primauté aux précédents jurisprudentiels. Après le XVIe siècle, la common law s'est figée dans des règles difficiles à modifier, les juges étant liés par la jurisprudence.
C'est pourquoi, sous l'impulsion du chancelier, se sont développées les règles de l'equity, qui mettent en place une nouvelle juridiction parallèle. Basées sur les principes de justice et d'équité, elles permettent de pallier les insuffisances de la common law et ses rigidités. Ainsi, la common law permet d'octroyer des dommages-intérêts à une partie lésée par l'inexécution d'un contrat. Si le plaignant ne souhaite pas une réparation monétaire, mais préfère que son cocontractant soit forcé à exécuter son contrat, il doit faire une action en equity. Les procédures en equity étaient plus simples que dans la common law, très attachée aux rites.
Au XXIe siècle, les deux notions perdurent en droit anglais. Certains juges statuent selon la procédure de la common law, d'autres selon celle de l'equity. Il convient donc, lorsqu'on souhaite lancer une action, de déterminer dans quelle branche du droit on se trouve : la distinction entre common law et equity est donc aussi importante à comprendre en droit anglais que la distinction entre droit public et droit privé en droit français. Les matières se sont peu à peu réparties entre les deux branches en fonction du type de solution souhaité, mais aussi de la procédure la plus adéquate, orale dans un cas, écrite dans l'autre.
| Branche du droit | Procédure               | Quelques champs d'application                                                                           |
| ---------------- | ----------------------- | --- |
| Equity           | Écrite et inquisitoire. | Droit des trusts ; sociétés commerciales ; sociétés par action ; faillites ; testaments et successions. |
| Common law       | Orale et accusatoire.   | Droit pénal ; droit des contrats ; responsabilité civile.                                               |